# Cibermareo
El cibermareo es una reacción física desfavorable producida por el uso de tecnologías de realidad virtual. Se produce cuando la exposición a un entorno virtual provoca síntomas similares a los síntomas comunes del mareo por movimiento. Los síntomas más usuales son: malestar general, dolor de cabeza, náuseas, vómitos, palidez, sudoración, fatiga, somnolencia, desorientación y apatía. Otro indicador es la inestabilidad postural. Los cibermareos se distinguen del mareo común en el hecho de que estos están provocados por la sensación visual del movimiento propio, sin necesidad de movimiento real. También se diferencian de la sensación producida por los simuladores de movimiento (simulator sickness), puesto que esta se caracteriza por alteraciones oculomotoras, mientras que el cibermareo tiende a provocar desorientación.
El uso de la realidad virtual (RV o VR) ha despertado durante más de diez años el interés de los clínicos y los investigadores, puesto que permite a los usuarios hacer frente a situaciones temidas mediante ambientes estandarizados que emulan la realidad. Estos son capaces de evocar estados emocionales, cogniciones y comportamientos que son muy similares a los que son experimentados en la vida cotidiana. Aunque el uso de esta tecnología tiene muchas ventajas, los efectos sobre la salud y la seguridad de los usuarios siguen siendo áreas sin explorar.

## Causas
Hay que tener en cuenta que los cibermareos no son una dolencia, sino una respuesta fisiológica a un estímulo inusual. Los efectos secundarios de la RV han sido observados y estudiados durante varios años en el campo de la simulación de vuelo. Por lo tanto, los cibermareos, a menudo son comparados con los malestares relacionados con viajar en vehículos.
Existen varias teorías que explican las causas de los síntomas de náuseas y problemas de desorientación, relacionados con los cibermareos. La teoría dominante en el campo de la RV es la teoría del conflicto sensorial.
Esta teoría propone que los síntomas presentes durante la inmersión en RV pueden ser el resultado de un conflicto entre el sistema vestibular del oído interno y los otros sentidos, principalmente la vista, o con la propiocepción. Por ejemplo, surgen cuando la información enviada al cerebro sobre la aceleración angular de la cabeza enviada por los canales semicirculares, se contradice con la información de la aceleración lineal. De manera más detallada, esta teoría presenta tres subtipos de conflictos que ilustran el mecanismo de los cibermareos.
1. El primero subtipo se produce cuando las señales del sistema visual son incompatibles con las señales inerciales (del movimiento). Por ejemplo, si lo que se observa en un ambiente de RV no concuerda con lo que se esperaba según las leyes de la gravedad.
2. El segundo subtipo ocurre cuando las señales visuales captan un movimiento, mientras que el sistema inercial no lo detecta. Por ejemplo, la sensación al ver imágenes en movimiento mientras que las imágenes de la periferia del campo visual parecen retroceder.
3. El tercer subtipo sucede cuando el cerebro detecta señales de movimiento mientras que el sistema visual no las capta. Por ejemplo, cuando el usuario gira la cabeza y las imágenes del ambiente de RV siguen estáticas.

Aunque esta teoría ha sido cuestionada por algunos investigadores, sigue siendo la más utilizada para explicar los efectos secundarios negativos de la RV.

## Evaluación
Hay algunos instrumentos, aunque actualmente pocos, para medir los efectos secundarios inducidos por la RV. El más utilizado, en su última versión, es el Simulator Sickness Questionnaire. Este cuestionario fue diseñado para ser aplicado en diferentes dispositivos que utilizan la simulación, incluyendo la RV, y dónde a su vez se utilizan diferentes dispositivos de visualización (como cascos de RV o sistemas CAVE).
El cuestionario está integrado por 16 ítems, los cuales fueron validados en un estudio con una muestra de 1.119 militares de la Marina, que se vieron inmersos en simuladores de entrenamiento. Los investigadores querían determinar qué síntomas mostraban cambios sistemáticos antes y después de la inmersión en RV.
En el estudio se identificaron tres factores: síntomas oculomotores (fatiga visual, carencia de concentración, etc.), desorientación (vértigos y mareos) y náuseas (incluyendo los eructos, un aumento de la salivación, etc.). Cada ítem se evalúa en una escala de cuatro puntos. La puntuación total de la SSQ es el sumatorio de las puntuaciones de las tres subescalas.
Esta estructura factorial ha sido ampliamente utilizada para medir la frecuencia de los cibermareos en la población general.

## Impacto
Los estudios relacionados con la aparición de los cibermareos ponen de manifiesto que estos síntomas son comunes en las personas expuestas a la inmersión en RV. Algunos estudios sugieren que entre el 5 % y 20 % de los participantes no experimentaron cibermareos, que entre el 60 % y 90 % experimentaron pocos síntomas, y que solo el 5 % experimentaron efectos negativos tan intensos que fue necesario parar por completo la inmersión.
Adicionalmente, la ocurrencia de los cibermareos parece estar influenciada por factores biológicos, por las características de la tarea exigida o por el tipo de dispositivo de visualización utilizado.
En cuanto a los factores biológicos, las mujeres parecen tener más síntomas que los hombres. También parecen ser más vulnerables las personas entre los 2 y los 12 años de edad, personas que sufren de migrañas, que tienen una fuerte tendencia a exponerse en videojuegos o películas inmersivas, o sean propensas a experimentar malestares relacionados con viajar en vehículos.
En cuanto a los factores relacionados con las tareas realizadas durante la inmersión, los usuarios que realizan movimientos amplios tanto del cuerpo como de la cabeza, son más propensos a experimentar efectos negativos.
Otros factores que también influyen son el tipo de equipo utilizado para la inmersión, por ejemplo: el tipo de sistema de visualización (casco de RV vs sistemas CAVO), las características gráficas del ambiente de RV, el tamaño y el peso de la maquinaria (por ejemplo, casco de RV), o el campo de visión que permita el dispositivo de visualización. Todos ellos parecen tener una gran influencia en la aparición de los síntomas.

## Consecuencias
El cibermareo puede tener consecuencias indeseables más allá de la propia reacción física. Crowley (1987) argumentó que los efectos del simulador de vuelo podrían desalentar a los pilotos de utilizar este tipo de tecnologías, reducir la eficiencia del entrenamiento mediante la distracción y fomentar comportamientos adaptativos desfavorables por el rendimiento, así como comprometer la seguridad terrestre o la seguridad de vuelo cuando los pilotos sufren desorientaciones después de la simulación.
Se podrían esperar consecuencias similares de los sistemas de realidad virtual. A pesar de que la evidencia de disminución del rendimiento debido al cibermareo es limitada, las investigaciones sugieren que este efecto es una barrera importante para el uso de la realidad virtual, indicando que puede constituir una barrera para el uso efectivo de herramientas de formación y herramientas de rehabilitación en realidad virtual.

## Técnicas para reducir los efectos
Según varios estudios, introducir un marco estático de referencia (un fondo visual independiente) puede reducir la sensación de cibermareo. Una técnica llamada Nasum Virtualis muestra una nariz virtual como un marco de referencia fijo para los dispositivos VR.
Otras técnicas para reducir las náuseas consisten en simular formas de desplazamiento que no crean ni reducen discrepancias entre los aspectos visuales y el movimiento corporal, como por ejemplo reducir los movimientos rotativos durante la navegación, reducir dinámicamente el campo de vista, teleportación y movimiento en gravedad cero.

## Nuevas tecnologías
Con la integración de la realidad virtual en el mundo más comercial, han empezado a surgir problemas en relación con los cibermareos en dispositivos de juego sujetos a la cabeza. Si bien la investigación sobre la RV en los videojuegos se remonta a principios de los años noventa, el potencial de utilización masiva se ha hecho realidad recientemente.
A pesar de que se sabe que algunas funciones moderan el malestar en pantallas sujetas a la cabeza, como por ejemplo, jugar sentado en lugar de ponerse en pie, se ha encontrado que solo limita a la aparición del cibermareo, en lugar de prevenirlo por completo. Esto presenta, inherentemente, un problema, puesto que este tipo de RV interactiva a menudo implica estar de pie o andar para una experiencia totalmente inmersiva.
Los especialistas en videojuegos de RV defienden que los cibermareos no constituyen más que un problema menor, afirmando que desaparecen con el paso del tiempo (varios días) después de utilizar monitores de cabeza, relacionándolos con un proceso de adaptación. Sin embargo, este efecto es una lucha para los desarrolladores. Estos mismos también argumentan que el impacto tiene que ver más con el juego que se juega, y que algunos aspectos de jugabilidad tienen más probabilidades de crear problemas: como por ejemplo, el cambio de velocidad, subir escaleras y saltar. Por desgracia, los videojuegos comúnmente se basan en estas mecánicas.